# 구로다 나오쿠니

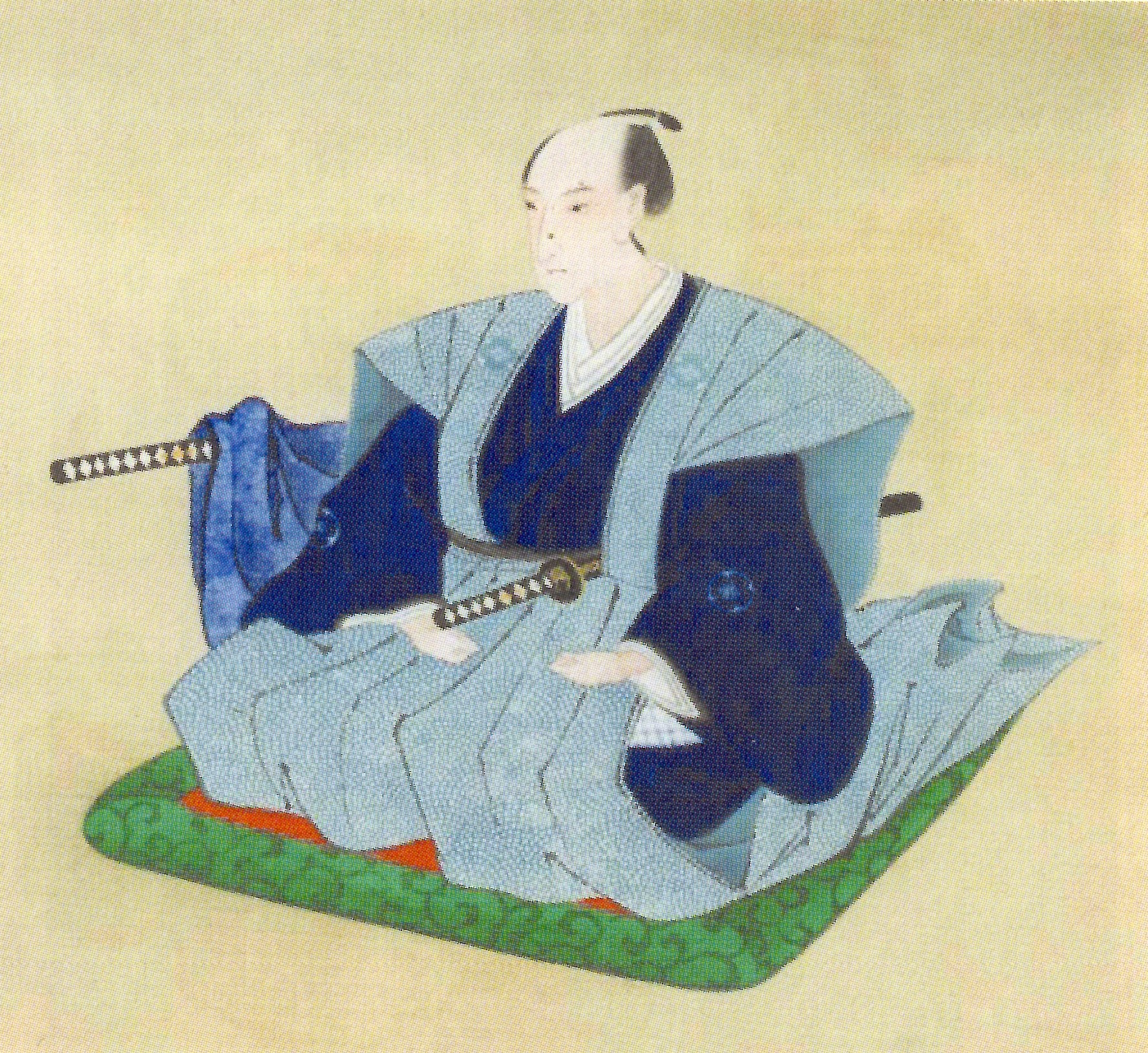
구로다 나오쿠니

구로다 나오쿠니(일본어: 黒田直邦, 1667년 1월 21일 ~ 1735년 4월 18일)는 히타치 시모다테 번주, 고즈케 누마타번 초대 번주를 지냈다. 구루리 번 구로다가 시조.
친부는 하타모토 나카야마 나오하루이며 그의 삼남으로 태어났다. 후에 다테바야시번 가로이자 외조부 구로다 모치쓰나의 양자로 입적하게 된다.
| 전임 막부령(이노우에 마사미네) | 시모다테 번 번주 (구로다가) 1703년 ~ 1732년 | 후임 이시카와 후사시게 |

| 전임 막부령(혼다 마사노리) | 제1대 누마타번 번주 (구로다가) 1732년 ~ 1735년 | 후임 구로다 나오즈미 |